# Dictyochaeta assamica
Dictyochaeta assamica är en svampart som först beskrevs av Agnihothr., och fick sitt nu gällande namn av Aramb., Cabello & Mengasc. 1988. Dictyochaeta assamica ingår i släktet Dictyochaeta och familjen Chaetosphaeriaceae.   Inga underarter finns listade i Catalogue of Life.